# Northdown
Le Northdown est un voilier de charge de l'estuaire de la Tamise. C'est une version à voile et fluvio-maritime du chaland de la Tamise. Sa construction complexe lui permet des échouages sans déformation de la coque, avec son faible tirant d'eau.
Il appartient depuis 1991 au Port-musée de Douarnenez.

## Histoire
Le Northdown est un chaland en bois, à mât unique et à bascule, muni de deux grandes ailes de dérive latérales pour assurer sa stabilité. Il a été construit en 1924 pour la société de transport fluvial C. Burley de Sittingbourne. Le mât, implanté sur l'avant, pour permettre le chargement de sa cale de 250 m3 pour un tonnage de 150 tonnes de marchandises. Son gréement pouvait porter jusqu'à 5 voiles : une grand-voile et un tapecul à livarde, une trinquette, un clin foc et une flèche.
Entre les deux guerres mondiales, le Northdown était  destiné au commerce fluvial et aussi à la régate dans l'estuaire de la Tamise. En 1939, il est coulé par un remorqueur mais renfloué.
Après la Seconde Guerre mondiale, le Northdown perd son gréement et il est doté d'un moteur par son nouveau propriétaire, la London Rochester Tradeing Company qui deviendra la Crescent Shipping.
Au début des années 1970, après un incendie de sa cale, il est racheté par la société Galbraith Wrigston. Son gréement est réinstallé et une restauration complète permet d'en faire un bateau de plaisance. Il participe de nouveau aux régates de la côte est de l'Angleterre.
En 1991 il quitte le port de Maldon, rejoint le port de Portland pour traverser la Manche et rejoindre le Port-musée de Douarnenez. Il sera restauré en 2000.
Le vote des Britanniques pour la sortie de l’Union européenne, le 23 juin 2017, est passé par là. Le projet de restauration non mis en œuvre fait que le bateau agonise actuellement sur une vasière de l'arrière port.